# Максимова, Яна Эдуардовна
Яна Максимова (род. 9 января 1989, Вильнюс, Литовская ССР, СССР) — белорусская легкоатлетка, выступающая в многоборье. Серебряная призёрка Чемпионата мира среди юниоров 2008 года в семиборье. Мастер спорта Беларуси международного класса.

## Биография
Закончила Витебский государственный технологический университет.
Заняла последнее место на олимпийских играх 2008 года. В 2012 году заняла 8-е место в пятиборье на чемпионате мира в помещении в Стамбуле, набрав 4601	очко.
На Олимпиаде 2012 года заняла 17-е место в семиборье. Заняла 16-е место на чемпионате Европы 2014 года — 5983 очка. 21 сентября 2014 года заняла 3-е место на международных соревнованиях Décastar, набрав 6189 очков.
Личный рекорд в семиборье — 6198 очков, в пятиборье 4686 очков.
3 августа 2021 года, на фоне скандала с белорусской спортсменкой Кристиной Тимановской, отказалась возвращаться в Белоруссию из Германии. «Долго думая и размышляя мы приняли решения не возвращаться в Беларусь. К огромному сожалению сейчас там можно потерять не только свободу но и лишиться жизни» — заявила спортсменка.

## Семья
Муж — Андрей Кравченко (род. 1986), легкоатлет, серебряный призёр Олимпиады 2008 года в десятиборье, заслуженный мастер спорта Республики Беларусь. Пара воспитывает дочь Эмилию.